# برساء هندية مزيفة
برساء هندية مزيفة (الاسم العلمي:Persea pseudoindica) هي نوع غير مؤكد من النباتات يتبع جنس البرساء من الفصيلة الغارية.